# Giorgio Sisini
Grande Ufficiale Giorgio Sisini, Conte di Sant’Andrea (Sorso, 21 marzo 1901 – Milano, 21 giugno 1972) è stato un editore e ingegnere italiano, ideatore e fondatore de La Settimana Enigmistica.

## Biografia
Figlio di Francesco Sisini, discendente della nobile famiglia sarda dei Sisini in  Sorso, possidente della provincia di Sassari, frequenta l'Università di Liegi, laureandosi in ingegneria. Rientrato in Italia si occupa degli interessi familiari fino al 1930, anno in cui decide di trasferirsi a Milano pur con la disapprovazione del padre, ma con il sostegno delle sorelle.
Nel capoluogo lombardo sposa l'austriaca Idell Breitenfeld; per necessità economica decide di creare, traendo ispirazione dal mercato statunitense e austriaco, una rivista di enigmistica, a cui dà subito il nome di ''Settimana Enigmistica'', prima del genere in Italia, e che viene pubblicata nel 1932. Unico redattore, cura per le prime edizioni sia la parte grafica che i contenuti.
In seguito parteciperà ad altre imprese economiche come un progetto per la produzione di pellicole cinematografiche a colori secondo il sistema "Cicona" dell'ingegner Gualtiero Gualtierotti e, dopo la guerra, alla fondazione della prima compagnia aerea italiana, l’Airone.
I suoi interessi editoriali lo porteranno poi a dar vita a un'azienda cartaria, a un moderno stabilimento rotocalcografico e a una casa editrice.